# Vámpír könyvek
A Vámpír könyvek egy tizenkét részes ifjúsági regénysorozat, írója Darren Shan. A sorozatban Darren úgy írja le az eseményeket, mintha azok vele történtek volna meg, a helységneveket szándékosan kihagyta, a személyneveket átalakította.

## A Vámpír könyvek sorozat részei

### Rémségek Cirkusza(Cirque du Freak)
Darren Shan átlagos iskolásfiú mindaddig, amíg meghívást nem kap a Rémségek Cirkuszába, míg nem találkozik Madame Octával, az idomított pókkal... míg szemtől szembe nem kerül az éjszaka teremtményével... Darren és barátja, Steve, halálos csapdába esnek. Darrennek alkut kell kötnie az egyetlen személlyel, aki megmentheti Steve életét. Csakhogy ez a személy nem ember. Őt csak a vér érdekli.

### A vámpír inasa(The Vampire's Assistant)
"Félvámpír vagyok - jelenti ki a kötet elején Darren Shan. - Egészen addig ember voltam, amíg nem találkoztam az éjszaka teremtményével. Ettől fogva örökre megváltozott az életem. Mr. Crepsley arra kényszerített, hogy legyek az inasa, így elszegődtem a Rémségek Cirkuszához. Nehezen tanultam bele új életembe. Még ennél is nehezebben ment a vérszívás, sokáig nem is voltam hajlandó rá. Végül ráfanyalodtam, hogy megőrizzem egy haldokló barátom emlékeit (a vámpírok képesek elraktározni egy ember emlékeit, ha az utolsó cseppig kiszívják a vérét). Hetekig rettenetes lidércnyomások gyötörtek, de nem volt visszatérés. Elfogadtam vámpírinas mivoltomat, és megtanultam élni a benne rejlő lehetőségekkel... idővel valódi éjszakai lénnyé váltam..." 

### A Vérszipoly(Tunnels of Blood)
Másfél év telt el azóta, hogy a vámpír társaságában elhagytam az otthonomat - folytatja a történetet Darren Shan. - Erősebb vagyok, mint bármelyik korombeli fiú, gyorsabban is futok, messzebbre tudok ugrani, és éles körmeimmel a téglafalat is ki tudom vájni. A hallásom, a látásom és a szaglásom rendkívüli módon kiélesedett...Szükségem is volt e mágikus képességekre, miután a városkában, ahol a közönséget ijesztgettük, megjelent a gonosz és gyilkos Mr. Murlough, a mindenre elszánt könyörtelen vérszipoly...

### A Vámpírok Hegye(Vampire Mountain)
Darren Shan és Mr. Crepsley veszedelmes útra indulnak, egyenesen a vámpírvilág szívébe. De nemcsak a havas-jeges Vámpírok Hegyével kell megküzdeniük - az úton megelőzték őket a vérszipolyok... Mi történik Darrennel, ha bemutatják a Vezérkarnak és a hercegeknek? Helyreáll-e embersége, avagy örökre beszippantja őt a sötétség? Egy valami biztos: sohasem hitte volna, hogy ennyi halálos veszedelmet rejt a szertartás, mellyel befogadják a vámpírok klánjába.

### A Halál Próbái(Trials of Death)
Próbák: a halál tizenhét neme, hacsak nem vesz pártfogásába a vámpírok szerencséje. Darren Shannak öt félelmetes próbát kell kiállnia, hogy bizonyítson a vámpírok klánja előtt vagy útja egyenesen a Halál Termébe vezet. De a Vámpírok Hegye titkos veszedelmeket rejt. Baljós erők gyülekeznek a sötétség leple alatt. A vérontás és árulás e lidérces honában még a halál is megváltás lehet... A hatodik könyvben, a Vámpír hercegben elkövetkezik a döbbenetes leszámolás pillanata.

### A Vámpír Herceg(The Vampire Prince)
Darren hihetetlen körülmények között kimenekül a hegy alagútrendszeréből, no meg a vérszipolyok karmai közül. Az áruló Kurda Smahlt persze nem sejti, hogy a félvámpír egyszer még visszatér a vámpírok klánjába, így nyugodtan várja a beiktatási ceremóniát, hiszen ő lesz a negyedik herceg. És ha ez bekövetkezik, akkor a vérszipolyok átveszik az uralmat a vámpírok felett! Darren azonban nem adja fel. A farkasok segítségével titokban bejut a Vámpírok Hegyébe. A kérdés már csak az, hogy kinek adnak igazat a vámpírok... egyáltalán, kit választanak herceggé?

### A Sötétség Vadászai(Hunters of the Dusk)
Darren Shan, a Vámpír Herceg, küldetésében járva elhagyja a Vámpírok Hegyét. A tét: élet vagy halál. Egy elit alakulat tagjaként Darren a Vérszipolyok Urát üldözi. Az út hosszú, veszedelmekkel teli - és az Átkozottak holttestei szegélyezik. Vajon bízhatnak-e Lady Evannában, a rettenetes boszorkányban, avagy sorsuk megpecsételődik?

### Az Éjszaka Szövetségesei(Allies of the Night)
Folytatódik a hajsza a vérszipolyok ura után... Shan herceg, Mr. Crepsley és Harkat úgy tűnik, csapdába került: nem elég, hogy felfedezték lakhelyüket, valaki gonosz tréfát űz velük. Ki lehet a titokzatos Kampós? Van-e köze az éjszaka teremtményeihez? Egy biztos: bármerre mennek is, a vámpírok mindenütt holttestekbe botlanak. De ki a tettes?

### A Hajnal Gyilkosai(Killers of the Dawn)
Túljártak a vadászok eszén, s most számban megfogyatkozva menekülnek. Nyomukban a vérszipolyok, a felizgatott csőcselék és a rendőrség. Az egyes számú közellenség Darren Shan, a Vámpír Herceg. A vámpírok összecsapásra készülnek vérszomjas ellenségeikkel. Életre-halálra. Ez lesz a vég Darren és szövetségesei számára? A Megtorlás Barlangjában minden kiderül... Ha túlélted a hajnalt, utazz el oda, ahol a történet folytatódik.

### A Lelkek Tava(The Lake of Souls)
A Sebhelyesek Háborúja újabb fordulóponthoz érkezik, előbb azonban a Sors, vagyis Mr.Tiny veszélyes útra küldi a Vámpír Herceget és Harkatot, a törpe személyt: fel kell keresniük a Lelkek Tavát, az élveholtak birodalmát. Utazás térben és időben a borzalmak földjén… az egyedüli segítségük Lady Evanna, a boszorkány. Vagy mégsem? 
A Groteszk Templomában minden kiderül…

### Az Árnyak Ura(Lord of the Shadows)
Darren Shan hazamegy. A világ, amely valaha az övé volt, pokollá válik. Régi ellenségei lesnek rá. Sorsdöntő lépéseket kell tennie. Bizonyosnak látszik, hogy sorsa a pusztulás, a világ fölött átveszi az uralmat az Éjszaka Fejedelme...

### A Végzet Fiai(Sons of Destiny)
A Sebhelyesek Háborújának megdöbbentő befejezése…. A népszerű Vámpír sorozat utolsó, befejező kötetét veheti kézbe az olvasó.

## Magyarul
- Darren Shan regényes története; ford. F. Nagy Piroska; Móra, Bp., 2001–2005 (Vámpír könyvek)
  - Rémségek cirkusza; 2001
  - A vámpír inasa; 2001
  - A vérszipoly; 2001
  - A vámpírok hegye; 2002
  - A halál próbái; 2002
  - A vámpír herceg; 2003
  - A sötétség vadászai; 2003
  - Az éjszaka szövetségesei; 2003
  - A hajnal gyilkosai; 2004
  - A lelkek tava; 2004
  - Az árnyak ura; 2004
  - A végzet fiai; 2005